# Тиштин
Тиштин (чеш. Tištín) је насељено мјесто са административним статусом варошице (чеш. městys) у округу Простјејов, у Оломоуцком крају, Чешка Република.

## Становништво
Према подацима о броју становника из 2014. године насеље је имало 514 становника.